# Ponte Ferroviária Estreito-Aguiarnópolis
A Ponte Ferroviária Estreito-Aguiarnópolis é uma ponte sobre o Rio Tocantins que liga os estados do Tocantins e Maranhão. É parte da Ferrovia Norte-Sul.
A ponte rodoviária vizinha, Ponte Juscelino Kubitschek de Oliveira, desabou em dezembro de 2024.